# Gimnasia en trampolín en los Juegos Mundiales de 2022
La Gimnasia en trampolín en los Juegos Mundiales de 2022 es uno de los deportes que forman parte de los Juegos Mundiales de 2022 celebrados en Birmingham, Alabama durante el mes de julio de 2022, y se llevó a cabo en la Universidad de Alabama en Birmingham.

## Eventos

### Masculino
| Evento               | Oro          | Plata          | Bronce            |
| -------------------- | ------------ | -------------- | ----------------- |
| Mini-trampolín doble | David Franco | Daniel Schmidt | Ryohei Taniguchi  |
| Trampolín            | Kaden Brown  | Axel Duriez    | Rasmus Steffensen |

### Femenino
| Evento               | Oro                    | Plata        | Bronce         |
| -------------------- | ---------------------- | ------------ | -------------- |
| Mini-trampolín doble | Melania Rodriguez      | Bronwyn Dibb | Lina Sjöberg   |
| Trampolín            | Candy Brière-Vetillard | Miah Bruns   | Breanah Cauchi |

## Medallero
| Rank               | País               | Oro | Plata | Bronce | Total |
| ------------------ | ------------------ | --- | ----- | ------ | ----- |
| 1                  | España             | 2   | 0     | 0      | 2     |
| 2                  | Estados Unidos     | 1   | 1     | 0      | 2     |
| 2                  | Francia            | 1   | 1     | 0      | 2     |
| 4                  | Alemania           | 0   | 1     | 0      | 1     |
| 4                  | Nueva Zelanda      | 0   | 1     | 0      | 1     |
| 6                  | Australia          | 0   | 0     | 1      | 1     |
| 6                  | Dinamarca          | 0   | 0     | 1      | 1     |
| 6                  | Japón              | 0   | 0     | 1      | 1     |
| 6                  | Suecia             | 0   | 0     | 1      | 1     |
| Totales (9 países) | Totales (9 países) | 4   | 4     | 4      | 12    |